# Richard Funk
Richard Funk (22 novembre 1992) è un nuotatore canadese.

## Palmarès
- Mondiali

Budapest 2017: bronzo nella 4x100m misti mista.
- Giochi Panamericani

Toronto 2015: argento nei 200m rana, bronzo nei 100m rana e nella 4x100m misti.